# Li Zuopeng
Li Zuopeng (Chinees: 李作鹏) (Ji'an, 24 april 1914 - Peking, 3 januari 2009) was een Chinees generaal van het Volksbevrijdingsleger.

## Biografie
Li werd geboren in 1914 in Ji'an een stadsprefectuur in de provincie Jiangxi. Hij ging bij het Rode Leger van de communistische partij in 1930. Hier werd hij een prominent lid en vocht hij tegen het Japanse leger tijdens de Tweede Wereldoorlog en de Kwomintang ten tijde van de burgeroorlog in China van 1946 tot 1949.
In 1969, tijdens de culturele revolutie, werd Li verkozen als lid van het 9e politbureau van de communistische partij. Als medestander van Lin Biao verloor hij in 1973 zijn positie nadat Lin Biao omkwam in een mysterieus vliegtuigongeluk in 1971 toen deze het land trachtte te ontvluchten. Later werd hij in 1981 veroordeeld tot een gevangenisstraf van zeventien jaar wegens contrarevolutionaire misdaden. Zijn straf zat hij uit in Pekings notoire Qincheng gevangenis maar werd eerder vrijgelaten vanwege zijn verslechterende gezondheid.
Li Zuopeng stierf op 3 januari 2009, hij werd 94 jaar oud.